# اینترون

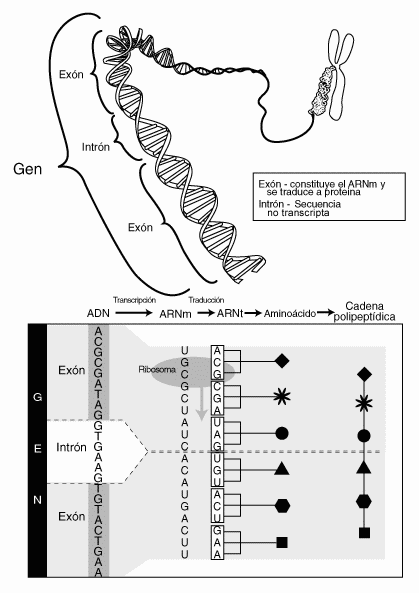
تصویر اگزون و اینترون

اینترون‌ها یا میانه  ها بخش‌هایی از ژنوم هستند؛ که رونویسی از روی آن‌ها انجام می‌پذیرد ولی در فرایند پیرایش به کمک آنزیم پیرایشگر برداشته می‌شوند. از این رو، در فرایند ترجمه، پروتئینی از روی آن‌ها ساخته نمی‌شود. برای این به آن‌ها اینترون گفته می‌شود که آن‌ها در چیدمان DNA در لابه‌لا و میان رمزهای ژن و همچنین در چیدمان آران‌ای پس از رونویسی رمزهای دنایی دیده می‌شوند. این بخش‌ها در بسیاری از موجودات و حتی در برخی ویروس‌ها نیز دیده می‌شوند. اندازهٔ آن‌ها می‌تواند بسیار بزرگ باشد واژهٔ اینترون به معنای ناحیهٔ بین ژنی intragenic region است. اگرچه به معنای توالی مداخله گرintervening sequences نیز می‌باشد. در این حالت به توالی‌هایی مانند اینتنت‌ها و جایگاه‌های برشٰ ۳ وٰ۵ و … اشاره دارد.

## آشنایی
اینترون‌ها یا میانه ها اولین بار در ژن‌های آدنوویروس کشف شدند. در سال ۱۹۹۳ جایزهٔ فیزیولوژی و داروسازی به Phillip Allen SharpوRichard J. Roberts. به علت کشف اینترون داده شد. نامیدن اینترون توسط شیمیدان آمریکایی به نام Walter Gilbert: انجام گرفت.
اندازهٔ اینترون‌ها و تعداد اینترون‌ها، در موجودات مختلف گوناگون است. در مهره داران و از جمله انسان طول آن‌ها بسیار زیاد و در میکروارگانیسم‌های یوکاریوتی، بسیار کوتاه‌اند. همچنین در میتوکندری مهره‌داران هیچ اینترونی دیده نمی‌شود. در ژنوم باکتری و آرکی باکتری‌ها نیز اینترون، به ندرت کشف شده‌است.

## طبقه‌بندی
اینترون‌ها یا میانه به چهار دسته طبقه‌بندی می‌شوند.
- یک :میانه‌های موجود در ژنوم هسته‌ای که در فرایند پیرایش حذف می‌شوند و از روی ژنوم این قسمت پروتئین‌ها ساخته نمی‌شوند.
- دو :میانه هسته‌ای که از روی ژنوم این قسمت رنای ناقل[۲] ساخته می‌شود.
- سه :میانه‌های گروه یک که خود پیرایش هستند.
- چهار :میانه‌های گروه دو که خود پیرایش هستند.

گروهی از میانه‌ها نیز وجود دارند؛ که در گروه سه قرار دارند و حدود ۵۰ خانواده می‌باشند اما شیمی آن‌ها به خوبی شناسایی نشده‌است.
در گروه اول ماشین پیرایش آران‌ای وارد عمل شده و با شناسایی جایگاه‌هایٰ ۳، و ۵ٰ برش و ایجاد دو برش و دو واکنش اتصال سبب حذف این میانه‌ها می‌شود. به این شکل رنای اولیه به رنای بالغ تبدیل می‌شود. در این حالت طول میانه بسیار بلندتر از بیانه یا اگزون می‌باشد.
میانه‌های گروه یک و دو در ژنوم رنای ریبوزومی و رنای ناقل بسیاری موجودات دیده می‌شوند. در طی رونویسی از این رناها، شکل آن‌ها به صورت خاصی تغییر کرده و کمک می‌کند که خودشان بدون هیچ زیمایه ای عمل پیرایش را انجام دهند. ایجاد یک هم‌آرای معمار سه تایی برای عمل آن‌ها ضروری است. البته بین این دو گروه نیز تفاوت‌هایی وجود دارد در گروه یک در منطقهٔ برش یا گوانوزین وجود دارد در حالی که در گروه دو چنین چیزی وجود نداشته و بسیار شبیه دستهٔ اول هستند.
در دستهٔ آخر میانه هادر منطقهٔ حلقهٔ آنتی‌کدونی رنای ناقل دیده می‌شوند. این میانه‌ها توسط یک اندونوکلئاز برداشته می‌شوند. سپس یک پروتئین دیگر وارد عمل شده و اگزون‌ها یا بیانه را به یکدیگر متصل می‌کند. این پروتئین یک لیگاز است.
اینترون‌ها در ژن بیشتر جانوران و بسیاری از ویروس‌ها یافت می‌شوند، و می‌توانند در محدوده‌های وسیعی ار ژن‌ها، شامل ژن‌هایی که پروتئین‌سازی را کنترل می‌کنند، آران‌ای رناتنی و آران‌ای جابجایی یافت شوند. وقتی پروتیین از ژن‌های حاوی اینترون ساخته می‌شود، پیرایش آران‌ای در مسیر پردازش آران‌ای پس از رونویسی و پیش از * برگردان RNA انجام می‌شود.
مطالعات در موجودات مختلف نشان داده‌است که تفاوت‌های بسیاری درمیانه هاو بیانه‌های ژن‌های هم ساختار وجود دارد. در ژنوم انسان اگر چگالی (نسبت اینترون به ژن) ۸٫۴ باشد در Encephalitozoon cunicul همان ژن ۰٫۰۰۷۵ می‌باشد.
میانه‌ها دارای توالی‌های کوتاه خاصی هستند؛ که برای عمل آن‌ها ضروری است. مثل توالی‌های پذیرنده توالی‌های برش، نواحی اتصالی هم‌آرای پیرایش و توالی خاصی به نام افزایش‌دهنده که سبب افزایش بیان ژن می‌شود.